# Wiebke Osigus
Wiebke Osigus (ur. 27 czerwca 1981 w Aurich) – niemiecka polityk i prawniczka, działaczka Socjaldemokratycznej Partii Niemiec (SPD), w latach 2017–2022 deputowana do Landtagu Dolnej Saksonii, w latach 2022–2025 minister w rządzie Dolnej Saksonii, w latach 2022–2025 członek Bundesratu.

## Życiorys
W 2000 roku zdała egzamin maturalny. Następnie w latach 2000–2005 studiowała prawo na uniwersytetach w Bremie i Hamburgu, zakończone pierwszym państwowym egzaminem prawniczym. W latach 2005–2008 odbywała aplikację prawniczą przy Wyższym Sądzie Krajowym w Szlezwiku, kończąc ją drugim państwowym egzaminem i uzyskując uprawnienia do wykonywania zawodu sędziego. Od 2008 do 2017 roku pracowała jako adwokatka i mediatorka. Od 2014 była także związana zawodowo z działalnością oficjalnej instytucji pojednawczej.
W 2016 roku została członkinią rady dzielnicy Mandelsloh i objęła funkcję rzeczniczki frakcji SPD w tym gremium. W latach 2017–2022 była posłanką do Landtagu Dolnej Saksonii. W 2019 roku weszła w skład zarządu SPD w okręgu Hannover.
Od 8 listopada 2022 roku pełni funkcję ministra ds. spraw federalnych i europejskich oraz rozwoju regionalnego Dolnej Saksonii, a także reprezentuje land jako pełnomocnik przy rządzie federalnym. W tym samym dniu została członkiem Bundesratu.